# Парламентские выборы в Словении (1990)
Парламентские выборы прошли в Республике Словения в апреле 1990 года. Это были первые прямые выборы, прошедшие в Словении с окончанием Второй мировой войны, и первые относительно свободные выборы, проведённые там с 1925 года. Фактически выборы были на переходный период, окончившийся полностью демократическими выборами 6 декабря 1992 года, когда Словения уже обрела свою независимость.
8 апреля 1990 года было избрано 80 депутатов в Общественно–политическую палату и 80 депутатов в Палату коммун Собрания Социалистической Республики Словении. 12 апреля 1990 года были выбраны 80 депутатов Палаты ассоциации трудящихся. Более чем 55% голосов набрала коалиция Демократическая оппозиция Словении, состоящая из новообразованных партий в результате «Словенской весны». Объединенный список социал-демократов был крупнейшей среди них, и получивший 14 мест в Общественно–политической палате.

## Результаты
| Партия | Голоса  | %    | Места в парламенте |
| --- | ------- | ---- | ------------------ |
| Объединенный список социал-демократов                                                                          | 186 928 | 17,3 | 14                 |
| Либеральная демократия Словении                                                                                | 156 843 | 14,5 | 12                 |
| Христианско-демократическая партия                                                                             | 140 403 | 13,0 | 11                 |
| Словенская народная партия                                                                                     | 135 808 | 12,6 | 11                 |
| Словенский демократический союз                                                                                | 102 931 | 9,5  | 8                  |
| Зелёные Словении                                                                                               | 95 640  | 8,8  | 8                  |
| Социал-демократическая партия                                                                                  | 79,951  | 7,4  | 6                  |
| Социалистическая партия Словении                                                                               | 58 082  | 5,4  | 5                  |
| Либеральная партия                                                                                             | 38 269  | 3,5  | 3                  |
| Другие партии и независимые кандидаты                                                                          |         | 7,9  | 0                  |
| Представители меньшинств                                                                                       | -       | -    | 2                  |
| Всего |         | 100  | 80                 |
| Источник: Статистический ежегодник Республики Словения 1997 Архивная копия от 31 марта 2012 на Wayback Machine |         |      |                    |